# STS-37
是历史上第三十九次航天飞机任务，也是亚特兰蒂斯号航天飞机的第八次太空飞行。

## 任务成员
- 斯蒂芬·纳格尔（Steven R. Nagel，曾执行、以及任务），指令长
- 肯内斯·卡梅隆（Kenneth D. Cameron，曾执行、以及任务），飞行员
- 杰瑞·罗斯（Jerry L. Ross，曾执行、以及任务），任务专家
- 杰罗姆·阿普特（Jerome Apt，曾执行、以及任务），任务专家
- 琳达·格得温（Linda M. Godwin，曾执行、以及任务），任务专家